# Jeges tőkehal
A jeges tőkehal (Arctogadus glacialis) a csontos halak (Osteichthyes) főosztályának a sugarasúszójú halak (Actinopterygii) osztályába, ezen belül a tőkehalalakúak (Gadiformes) rendjébe és a tőkehalfélék (Gadidae) családjába tartozó faj.

## Előfordulása
A jeges tőkehal elterjedései területe a Jeges-tenger és az Atlanti-óceán északkeleti része. Nagy kiterjedésű területei vannak a Jeges-tenger medencéjének a nyugati részén, valamint Grönland északnyugati és északkeleti part menti vizeiben is.

## Megjelenése
A legnagyobb jeges tőkehalak, 32,5 centiméter hosszúak. A tapogatószálai, csak csökevényesek, vagy egyszerűen hiányzanak.

## Életmódja
Ez a tengeri hal nem vándorol. 1000 méteres mélységben is megtalálható. A parttól távolabbra, a jegek közelében él. Tápláléka kisebb halak és rákok.

## Felhasználása
A jeges tőkehalnak csak kismértékű gazdasági értéke van.